# 아이디스홀딩스
주식회사 아이디스홀딩스(영어: IDIS Holdings)는 아이디스 그룹계열의 대한민국의 지주회사이다. CCTV 전문 기업으로 시작하여 아이디스(영상 보안), 코텍(디스플레이), 빅솔론(특수 인쇄), 아이디피 (카드 프린터), 아이디스파워텔을 거느리고 있다
본사는 대전광역시 유성구 테크노3로 8-10(관평동)에 위치해 있다.

## 역사
카이스트 전산학과 박사 과정 중이던 김영달 대표가 창업하였다